# 于尔-拉帕拉德
于尔-拉帕拉德（法語：Hures-la-Parade，法語發音：[yʁ la paʁad]）是法国洛泽尔省的一个市镇，属于弗洛拉克区。该市镇于1971年由原市镇于尔（Hures）和拉帕拉德（La Parade）合并而成。

## 地理
于尔-拉帕拉德（44°14'41"N, 3°21'9"E）面积88.59 平方千米，位于法国奧克西塔尼大區洛泽尔省，该省份为法国南部内陆省份，北起上盧瓦爾省和康塔爾省，西接阿韦龙省，南至加尔省，东临阿尔代什省。
与于尔-拉帕拉德接壤的市镇（或旧市镇、城区）包括：韦罗、拉马莱讷、马斯圣谢利、韦布龙、加蒂济耶尔、梅吕埃斯、圣皮埃尔-德特里皮耶、戈尔日迪塔恩科斯、马斯格罗斯-科斯-戈尔日。
于尔-拉帕拉德的时区为UTC+01:00、UTC+02:00（夏令时）。

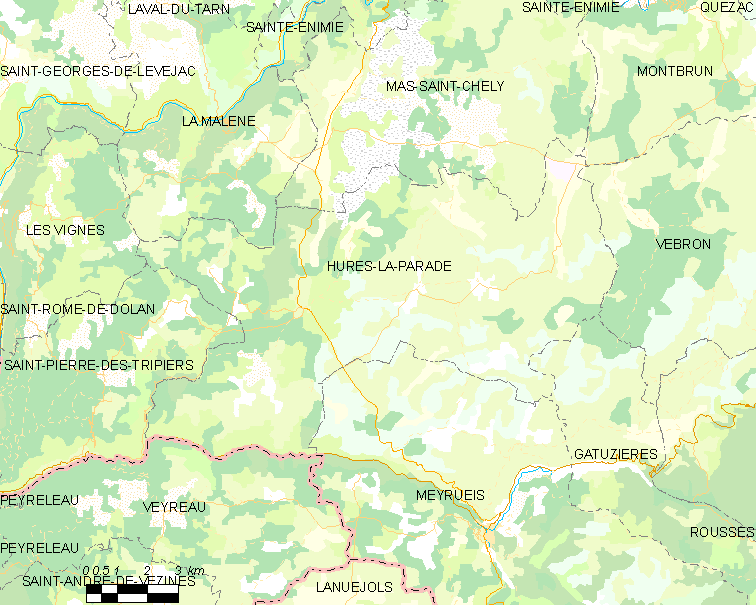
于尔-拉帕拉德的OSM定位图

## 行政
于尔-拉帕拉德的邮政编码为48150，INSEE市镇编码为48074。

## 政治
于尔-拉帕拉德所属的省级选区为弗洛拉克三河镇县。

## 人口

1962-2008年间于尔-拉帕拉德人口变化图示

于尔-拉帕拉德于2022年1月1日时的人口数量为232人。